# Cezar dla najlepszego aktora
Cezar dla najlepszego aktora  przyznawany od 1976 roku, przez Francuską Akademię Sztuki i Techniki Filmowej.

## 1971-1980
1976: Philippe Noiret – Stara strzelba jako Julien Dandieu

nominacje:
- Gérard Depardieu – Siedem śmierci na receptę jako dr Jean-Pierre Berg
- Victor Lanoux – Kuzyn, kuzynka jako Ludovic
- Jean-Pierre Marielle – Ciasteczka jako Henri Serin

1977: Michel Galabru – Sędzia i zdrajca jako sierżant Joseph Bouvier

nominacje:
- Alain Delon – Pan Klein jako pan Klein
- Gérard Depardieu – Ostatnia kobieta jako Gerard
- Patrick Dewaere – La meilleure façon de marcher jako Marc

1978: Jean Rochefort – Krab dobosz jako kapitan

nominacje:
- Alain Delon – Śmierć człowieka skorumpowanego jako Xavier Maréchal
- Charles Denner – Mężczyzna, który kochał kobiety jako Bertrand Morane
- Gérard Depardieu – Powiedz, że ją kocham jako David Martinaud
- Patrick Dewaere – Sędzia Fayard zwany Szeryfem jako Jean-Marie Fayard

1979: Michel Serrault – Klatka szaleńców jako Albin Mougeotte

nominacje:
- Claude Brasseur – Taka zwykła historia jako Serge
- Jean Carmet – Cukier jako Adrien Courtois
- Gérard Depardieu – Cukier jako Raoul-Renaud Homecourt

1980: Claude Brasseur – Wojna policji jako komisarz Jacques Fush

nominacje:
- Patrick Dewaere – Czarna seria jako Franck Poupart
- Yves Montand – I... jak Ikar jako Henri Volney
- Jean Rochefort – Courage fuyons jako Martin Belhomme/Adrien Belhomme

## 1981–1990
1981: Gérard Depardieu – Ostatnie metro jako Bernard Granger

nominacje:
- Patrick Dewaere – Zły syn jako Bruno Calgagni
- Philippe Noiret – Orzeł czy reszka jako inspektor Louis Baroni
- Michel Serrault – Klatka szaleńców II jako Albin Mougeotte

1982: Michel Serrault – Przesłuchanie w noc sylwestrową jako Jérôme Martinaud

nominacje:
- Patrick Dewaere – Teść jako Remi
- Philippe Noiret – Czystka jako Lucien Cordier
- Michel Piccoli – Dziwna sprawa jako Bertrand Malair

1983: Philippe Léotard – Równowaga jako Dédé Laffont

nominacje:
- Gérard Depardieu – Danton jako Georges Danton
- Gérard Lanvin – Tir groupé jako Antoine Beranger
- Lino Ventura – Nędznicy jako Jean Valjean

1984: Coluche – Cześć, pajacu jako Lambert

nominacje:
- Gérard Depardieu – Trzech ojców jako Jean Lucas
- Yves Montand – Kelner! jako Alex
- Michel Serrault – Śmiertelny wyścig jako Beauvoir
- Alain Souchon – Mordercze lato jako Fiorimonto Montecciari

1985: Alain Delon – Nasza historia jako Robert Avranche

nominacje:
- Gérard Depardieu – Fort Saganne jako Charles Saganne
- Louis Ducreux – Niedziela na wsi jako pan Ladmiral
- Philippe Noiret – Skorumpowani jako René Boirond
- Michel Piccoli – Przekątna gońca jako Akiva Liebskind

1986: Christopher Lambert – Metro jako Fred

nominacje:
- Gérard Depardieu – Policja jako Louis Vincent Mangin
- Robin Renucci – Klatka C jako Forster
- Michel Serrault – Umarł z otwartymi oczami jako inspektor Robert Staniland
- Lambert Wilson – Spotkanie jako Quentin

1987: Daniel Auteuil – Jean de Florette jako Ugolin

nominacje:
- Jean-Hugues Anglade – Betty Blue jako Zorg
- Michel Blanc – Strój wieczorowy jako Antoine
- André Dussollier – Melodramat jako Marcel Blanc
- Christophe Malavoy – Kobieta mego życia jako Simon

1988: Richard Bohringer – Długa droga jako Pello

nominacje:
- Jean Carmet – Miss Mona jako Miss Mona
- Gérard Depardieu – Pod słońcem szatana jako Donissan
- Gérard Jugnot – Tandem jako Rivetot
- Christophe Malavoy – De guerre lasse jako Charles Sambrat
- Jean Rochefort – Tandem jako Michel Marteau/Michel Mortez

1989: Jean-Paul Belmondo – Podróż rozpieszczonego dziecka jako Sam Lion

nominacje:
- Richard Anconina – Podróż rozpieszczonego dziecka jako Albert Duvivier
- Daniel Auteuil – Kilka dni ze mną jako Martial Pasquier
- Jean-Marc Barr – Wielki błękit jako Jacques Mayol
- Gérard Depardieu – Camille Claudel jako Auguste Rodin

1990: Philippe Noiret – Życie i nic więcej jako major Delaplane

nominacje:
- Jean-Hugues Anglade – Indyjski nokturn jako Rossignol/Xavier
- Michel Blanc – Pan Hire jako pan Hire
- Gérard Depardieu – Zbyt piękna dla ciebie jako Bernard Barthélémy
- Hippolyte Girardot – Świat bez litości jako Hippo
- Lambert Wilson – Zima '54: Ojciec Piotr jako ojciec Piotr

## 1991-2000
1991: Gérard Depardieu – Cyrano de Bergerac jako Cyrano de Bergerac

nominacje:
- Daniel Auteuil – Lacenaire jako Pierre-François Lacenaire
- Fabrice Luchini – Dyskretna jako Antoine
- Michel Piccoli – Milou w maju jako Milou
- Jean Rochefort – Mąż fryzjerki jako Antoine
- Michel Serrault – Doktor Petiot jako doktor Petiot

1992: Jacques Dutronc – Van Gogh jako Vincent van Gogh

nominacje:
- Hippolyte Girardot – Poza życiem jako Patrick Perrault
- Gérard Jugnot – Wspaniała epoka jako Michel Berthier
- Jean-Pierre Marielle – Wszystkie poranki świata jako pan de Sainte Colombe
- Michel Piccoli – Piękna złośnica jako Edouard Frenhofer

1993: Claude Rich – Kolacja jako Charles-Maurice de Talleyrand-Périgord

nominacje:
- Daniel Auteuil – Serce jak lód jako Stéphane
- Richard Berry – Co powiedział mały książę jako Adam Leibovich
- Claude Brasseur – Kolacja jako Joseph Fouché
- Vincent Lindon – Kryzys jako Victor

1994: Pierre Arditi – Palić/Nie palić jako Toby Teasdale/Miles Coombes/Lionel Hepplewick/Joe Hepplewick

nominacje:
- Daniel Auteuil – Moja ulubiona pora roku jako Antoine
- Michel Boujenah – Le nombril du monde jako Bajou
- Christian Clavier – Goście, goście jako Jacquouille la Fripouille/Jacquard
- Jean Reno – Goście, goście jako Godefroy de Papincourt, hrabia Montmirail

1995: Gérard Lanvin – Ulubiony syn jako Jean-Paul Mantegna

nominacje:
- Daniel Auteuil – Rozstanie jako Pierre
- Gérard Depardieu – Pułkownik Chabert jako pułkownik Jacinthe Chabert
- Jean Reno – Leon zawodowiec jako Leon
- Jean-Louis Trintignant – Trzy kolory. Czerwony jako sędzia

1996: Michel Serrault – Nelly i pan Arnaud jako Pierre Arnaud

nominacje:
- Vincent Cassel – Nienawiść jako Vinz
- Alain Chabat – Kochanek czy kochanka jako Laurent Lafaye
- François Cluzet – Praktykanci jako Antoine
- Jean-Louis Trintignant – Fiesta jako pułkownik Masagual

1997: Philippe Torreton – Kapitan Conan jako kapitan Conan

nominacje:
- Daniel Auteuil – Ósmy dzień jako Harry
- Charles Berling – Śmieszność jako Markiz Grégoire Ponceludon de Malavoy
- Fabrice Luchini – Zuchwały Beaumarchais jako Pierre-Augustin Caron de Beaumarchais
- Patrick Timsit – Pedał jako Adrien

1998: André Dussollier – Znamy tę piosenkę jako Simon

nominacje:
- Daniel Auteuil – Na ostrzu szpady jako Henri de Lagardère
- Charles Berling – Nettoyage à sec jako Jean-Marie Kunstler
- Alain Chabat – Didier jako Didier
- Patrick Timsit – Kuzyn jako Nounours

1999: Jacques Villeret – Kolacja dla palantów jako François Pignon

nominacje:
- Charles Berling – Nuda jako Martin
- Antoine de Caunes – Mężczyzna jest kobietą jak każdy jako Simon Eskanazy
- Jean-Pierre Darroussin – Ośmiorniczka jako Gabriel Lecouvreur „Ośmiorniczka”
- Pascal Greggory – Ci, którzy mnie kochają, wsiądą do pociągu jako François

2000: Daniel Auteuil – Dziewczyna na moście jako Gabor

nominacje:
- Jean-Pierre Bacri – Kennedy i ja jako Simon Polaris
- Albert Dupontel – La maladie de Sachs jako doktor Bruno Sachs
- Vincent Lindon – Rodzinny interes jako Ivan Lansi
- Philippe Torreton – Zacznijmy już dziś jako Daniel Lefebvre

## 2001–2010
2001: Sergi López – Harry, twój prawdziwy przyjaciel jako Harry

nominacje:
- Jean-Pierre Bacri – Gusta i guściki jako Jean-Jacques Castella
- Charles Berling – Ścieżki uczuć jako Jean Barnery
- Bernard Giraudeau – Kwestia smaku jako Frédéric Delamont
- Pascal Greggory – Pomieszanie płci jako Alain Bauman

2002: Michel Bouquet – Jak zabiłem swojego ojca jako Maurice

nominacje:
- Eric Caravaca – Sala oficerska jako Adrien
- Vincent Cassel – Na moich ustach jako Paul
- André Dussollier – Tanguy jako Paul Guetz
- Jacques Dutronc – Takie jest życie jako Dimitri

2003: Adrien Brody – Pianista jako Władysław Szpilman

nominacje:
- Daniel Auteuil – Przeciwnik jako Jean-Marc Faure
- François Berléand – Mój idol jako Jean-Louis Broustal
- Bernard Campan – Wspominać piękne rzeczy jako Philippe
- Mathieu Kassovitz – Amen. jako Riccardo Fontana

2004: Omar Sharif – Pan Ibrahim i kwiaty Koranu jako pan Ibrahim

nominacje:
- Daniel Auteuil – Męskie sekrety jako Antoine Letoux
- Jean-Pierre Bacri – Uczucia jako Jacques
- Gad Elmaleh – Kociak jako Choukri
- Bruno Todeschini – Jego brat jako Thomas

2005: Mathieu Amalric – Królowie i królowa jako Ismaël Vuillard

nominacje:
- Daniel Auteuil – 36 jako Léo Vrinks
- Gérard Jugnot – Pan od muzyki jako Clément Mathieu
- Benoît Poelvoorde – Podium jako Bernard Frédéric
- Philippe Torreton – Pomocnik jako Yvon Le Guen

2006: Michel Bouquet – Przechodzień z Pól Marsowych jako prezydent

nominacje:
- Patrick Chesnais – Nie jestem tu po to, żeby mnie kochano jako Jean-Claude
- Romain Duris – W rytmie serca jako Thomas Seyr
- José Garcia – Ostre cięcia jako Bruno Davert
- Benoît Poelvoorde – W jego rękach jako Laurent Kessler

2007: François Cluzet – Nie mów nikomu jako Alexandre Beck

nominacje:
- Michel Blanc – Przystojny szuka żony jako Aymé Pigrenet
- Alain Chabat – Układ idealny jako Luis Costa
- Gérard Depardieu – Melodia życia jako Alain Moreau
- Jean Dujardin – OSS 117 – Kair, gniazdo szpiegów jako Hubert Bonisseur de La Bath „OSS-117"

2008: Mathieu Amalric – Motyl i skafander jako Jean-Dominique Bauby

nominacje:
- Michel Blanc – Świadkowie jako Adrien
- Jean-Pierre Darroussin – Rozmowy z moim ogrodnikiem jako Ogrodnik
- Vincent Lindon – Ci, którzy zostaną jako Bertrand Liévain
- Jean-Pierre Marielle – Przetańczyć życie jako Salomon Bellinsky

2009: Vincent Cassel – Wróg publiczny numer jeden, część I, Wróg publiczny numer jeden, część II jako Jacques Mesrine

nominacje:
- François-Xavier Demaison – Coluche, l'histoire d'un mec jako Coluche
- Guillaume Depardieu – Wersal jako Damien
- Albert Dupontel – Już mnie nie kochaj jako Antoine
- Jacques Gamblin – Dzień, który odmienił twoje życie jako Robert Duval

2010: Tahar Rahim − Prorok jako Malik El Djebena

nominacje:
- Yvan Attal − Porwanie jako Stanislas Graff
- François Cluzet − Początek jako
- François Cluzet − Po jednym na drogę jako Paul/Philippe Miller
- Vincent Lindon − Witamy jako Simon Calmat

## 2011–2020
2011: Eric Elmosnino − Gainsbourg jako Serge Gainsbourg

nominacje:
- Gérard Depardieu − Mammuth jako Serge Pilardosse
- Romain Duris − Heartbreaker. Licencja na uwodzenie jako Alex Lippi
- Jacques Gamblin − Imiona miłości jako Arthur Martin
- Lambert Wilson − Ludzie Boga jako Christian de Chergé

2012: Omar Sy − Nietykalni jako Driss

nominacje:
- Sami Bouajila − Omar mnie zabił jako Omar Raddad
- François Cluzet − Nietykalni jako Philippe
- Jean Dujardin − Artysta jako George Valentin
- Olivier Gourmet − Minister jako Bertrand Saint-Jean
- Denis Podalydès − Zwycięstwo jako Nicolas Sarkozy
- Philippe Torreton − Winny jako Alain Marécaux

2013: Jean-Louis Trintignant − Miłość jako Georges

nominacje:
- Jean-Pierre Bacri − Szukając Hortense jako Damien Hauer
- Patrick Bruel − Imię jako Vincent Larchet
- Denis Lavant − Holy Motors jako pan Oscar
- Vincent Lindon − Kilka godzin wiosny jako Alain Evrard
- Fabrice Luchini − U niej w domu jako Germain Germain
- Jérémie Renier − Cloclo jako Claude François

2014: Guillaume Gallienne − Guillaume i chłopcy! Kolacja! jako Guillaume/Mama

nominacje:
- Mathieu Amalric − Wenus w furze jako Thomas
- Michel Bouquet − Renoir jako Auguste Renoir
- Albert Dupontel − Dziewięć długich miesięcy jako Bob Nolan
- Grégory Gadebois − Uzdrowiciel jako Frédi
- Fabrice Luchini − Molier na rowerze jako Serge Tanneur
- Mads Mikkelsen − Michael Kohlhaas jako Michael Kohlhaas

2015: Pierre Niney − Yves Saint Laurent jako Yves Saint Laurent

nominacje:
- Niels Arestrup − Dyplomacja jako Dietrich von Choltitz
- Guillaume Canet − Poza wszelkim podejrzeniem jako Franck
- François Damiens − Rozumiemy się bez słów jako Rodolphe Bélier
- Romain Duris − Nowa dziewczyna jako David/Virginia
- Vincent Lacoste − Hipokrates jako Benjamin
- Gaspard Ulliel − Saint Laurent jako Yves Saint Laurent

2016: Vincent Lindon − Miara człowieka jako Thierry

nominacje:
- Jean-Pierre Bacri − La vie très privée de Monsieur Sim jako François Sim
- Vincent Cassel − Moja miłość jako Georgio
- François Damiens − Szukając Kelly jako François
- Gérard Depardieu − Dolina miłości jako Gérard
- Antonythasan Jesuthasan − Imigranci jako Dheepan
- Fabrice Luchini − Subtelność jako Michel Racine

2017: Gaspard Ulliel − To tylko koniec świata jako Louis

nominacje:
- François Cluzet − Lekarz na prowincji jako Jean-Pierre Werner
- Pierre de Ladonchamps − Dzieciak jako Mathieu
- Nicolas Duvauchelle − Przyzwoity gość jako Eddie
- Fabrice Luchini − Martwe wody jako André Van Peteghem
- Pierre Niney − Frantz jako Adrien Rivoire
- Omar Sy − Chocolat jako Rafael Padilla „Chocolat"

2018: Swann Arlaud − Cierpkie mleko jako Pierre Chavanges

nominacje:
- Reda Kateb − Django jako Django Reinhardt
- Guillaume Canet − Facet do wymiany jako Guillaume Canet
- Daniel Auteuil − Z pasją jako Pierre Mazard
- Albert Dupontel − Do zobaczenia w zaświatach jako Albert Maillard
- Louis Garrel − Ja, Godard jako Jean-Luc Godard
- Jean-Pierre Bacri − Nasze najlepsze wesele jako Max Angély